# Tereje Wodajo
Tereje Wodajo (ook wel Teferi Wodajo; 27 januari 1982) is een voormalige Ethiopische marathonloper.

## Loopbaan
Met een persoonlijke recordtijd van 2:08.15 werd Wodajo in 2004 vierde op de marathon van Seoel en kwalificeerde zich hiermee voor de Olympische Spelen in Athene. Op de olympische marathon in Athene finishte hij op een 46e plaats.
In 2006 won Wodajo de marathon van Keulen in 2:11.24 en in 2007 werd hij vijfde op de Boston Marathon. Op 18 oktober 2009 verbeterde hij bij de marathon van Amsterdam zijn persoonlijk record tot 2:07.45. Hiermee finishte hij op een vierde plaats, meer dan een minuut achter zijn landgenoot Gilbert Yegon, die de wedstrijd won in 2:06.18.

## Persoonlijke records
| Onderdeel      | Prestatie | Datum           | Plaats    |
| -------------- | --------- | --------------- | --------- |
| halve marathon | 1:03.00   | 18 oktober 2009 | Amsterdam |
| 25 km          | 1:14.27   | 18 oktober 2009 | Amsterdam |
| 30 km          | 1:29.41   | 18 oktober 2009 | Amsterdam |
| marathon       | 2:07.45   | 18 oktober 2009 | Amsterdam |

## Palmares

### marathon

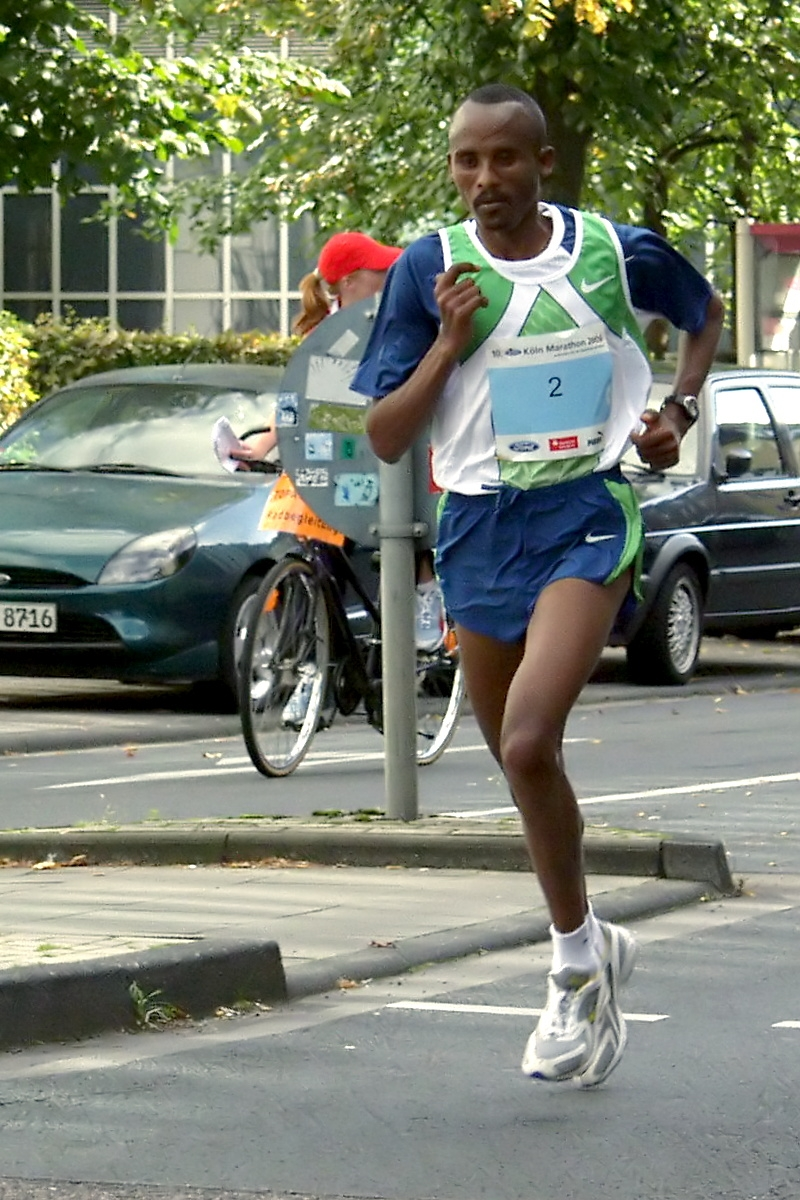
Tereje Wodajo, marathon van Keulen 2006.

- 2001:  marathon van Addis Ababa - 2:30.10
- 2002: 4e marathon van Seoel (november) - 2:09.51
- 2003:  marathon van Beppu Oita - 2:10.18
- 2003: 12e marathon van Rotterdam - 2:12.53
- 2003: 8e marathon van Seoel (november) - 2:14.45
- 2004: 4e marathon van Seoel (maart) - 2:08.15
- 2004: 46e OS - 2:21.53
- 2005: 5e marathon van Seoel (maart) - 2:14.16
- 2005: 9e marathon van Wenen - 2:17.19
- 2005: 7e marathon van Eindhoven - 2:10.12
- 2006: 17e marathon van Parijs - 2:14.44
- 2006:  marathon van Keulen - 2:11.24
- 2007: 5e Boston Marathon - 2:15.06
- 2007: 11e marathon van Berlijn - 2:13.15
- 2008: 9e marathon van San Diego - 2:14.50
- 2008: 4e marathon van Venetië - 2:14.21
- 2009: 4e marathon van Zürich - 2:10.47
- 2009: 4e marathon van Amsterdam - 2:07.45
- 2010: 12e marathon van Tokio - 2:15.45
- 2010: 6e marathon van Ottawa - 2:12.07,1
- 2010: 11e marathon van Seoel (november) - 2:15.54
- 2013:  marathon van Lodz - 2:11.23
- 2013: 5e marathon van Košice - 2:11.15
- 2013: 4e marathon van Florence - 2:13.53
- 2014: 7e marathon van Madrid - 2:21.12